# Luca Massimi
Luca Massimi (Termoli, 23 novembre 1988) è un arbitro di calcio italiano.

## Carriera
Ha iniziato ad arbitrare nel 2007, arrivando in Serie D nel 2011. Dopo tre anni trascorsi tra i dilettanti, in cui ha diretto anche una finale di Coppa Italia di categoria, passa in Lega Pro, venendo insignito nel 2017 del Premio Sportilia. Nel 2018, dopo essere stato scelto per la finale dei play-off di Serie C, viene promosso in Serie B, vincendo anche il Premio Luca Colosimo come miglior arbitro della terza serie. Il 24 febbraio 2019 esordisce in Serie A, nella partita Sampdoria-Cagliari, terminata 1-0, diventando così il primo direttore di gara molisano (di nascita) ad approdare nella massima serie.
Il 1º settembre 2020 viene inserito nell'organico della CAN A-B, nata dall’accorpamento di CAN A e CAN B: dirigerà sia in Serie A che in Serie B. Nella stagione 2020-2021 viene designato in 4 partite del massimo campionato e per 11 in cadetteria.
Nell'ambito di una collaborazione tra l'AIA e la Federazione Cipriota, dirige la partita del massimo campionato di Cipro Anorthosis-Apollon Limassol, con l'italiano Federico Dionisi come VAR.
Al termine della stagione 2022-2023 vanta 24 apparizioni in Serie A e 48 in Serie B.